# Oxígeno (álbum de Los Gardelitos)
Oxígeno es el cuarto álbum de estudio de Los Gardelitos. Fue registrado durante el invierno de 2008, editado en forma independiente en octubre, y presentado en una gira que atraviesa Mendoza, Córdoba, Mar Del Plata y Buenos Aires. Consta de 12 canciones del recordado Korneta Suárez, a las que se les suma Mezclas raras de Eli Suárez, grabadas en sesiones realizadas en los Estudios del Abasto al Pasto, por primera vez en formato de power trío. El disco se desarrolla en un hilo conceptual que une todos y cada uno de los temas que lo componen, y se apoya en el trasfondo de una estética posapocalíptica; con ilustraciones que acompañan el contenido de las letras y un sonido que ofrece un contrapunto entre los opuestos: lo fuerte y lo suave, las fantasías más voladas y las realidades más crudas.

## Lista de canciones
1. Oxígeno
2. Cuidate del mundo
3. Los penitentes
4. Sueños de metal
5. Una roca en el humo
6. Crimen en el autocine
7. Mezclas raras
8. Dueños del poder
9. Volar
10. Neanderthal
11. Calles calientes
12. Donde las lunas sespiertan
13. El sobreviviente

## Músicos
- Eli Suarez: voz y guitarra eléctrica
- Martín Alé: bajo
- Horacio Alé: batería